# John Aikin
John Aikin (Kibworth Harcourt, Leicestershire, 15 de janeiro de 1747 – Stoke Newington, 7 de dezembro de 1822) foi um médico, botânico e escritor inglês.

## Vida
Ele nasceu em Kibworth Harcourt, Leicestershire, Inglaterra, filho de John Aikin, e recebeu sua educação elementar na academia não-conformista em Warrington, onde seu pai era tutor. Ele estudou medicina na Universidade de Edimburgo e em Londres com William Hunter. Ele praticou como cirurgião em Chester e Warrington. Finalmente, ele foi para Leiden, na Holanda, obteve um MD em 1780 e, em 1784, estabeleceu-se como médico em Great Yarmouth.
Em 1792, um de seus panfletos ofendeu, mudou-se para Londres, onde exerceu a profissão de médico consultor. Ele morava em Church Street, Stoke Newington. No entanto, ele se preocupou mais com a defesa da liberdade de consciência do que com seus deveres profissionais, e começou desde cedo a se dedicar a atividades literárias, para as quais suas contribuições eram incessantes. Quando Richard Phillips fundou a The Monthly Magazine em 1796, Aikin foi seu primeiro editor. Em conjunto com sua irmã, Anna Laetitia Barbauld, ele publicou uma série popular de volumes intitulada Evenings at Home (6 vols, 1792-1795), para leitura familiar elementar, que foram traduzidos para quase todas as línguas europeias.

## Obras
Em 1798, Aikin se aposentou completamente da medicina e se dedicou a empreendimentos literários, como sua Biografia Geral (10 vols, 1799-1815). Seus outros trabalhos incluíram Memórias Biográficas da Medicina na Grã-Bretanha (1780), As Artes da Vida ... descrito em uma série de cartas. Para a instrução de jovens (1802, reimpresso em 1807), e As Vidas de John Selden, Esq., e Arcebispo Usher (1812).
Além de editar The Monthly Magazine (1796–1807) e Dodsley's Annual Register (1811–1815), Aikin produziu um artigo chamado The Athenaeum em 1807–1809, que não deve ser confundido com a conhecida revista The Athenaeum (1828–1921).

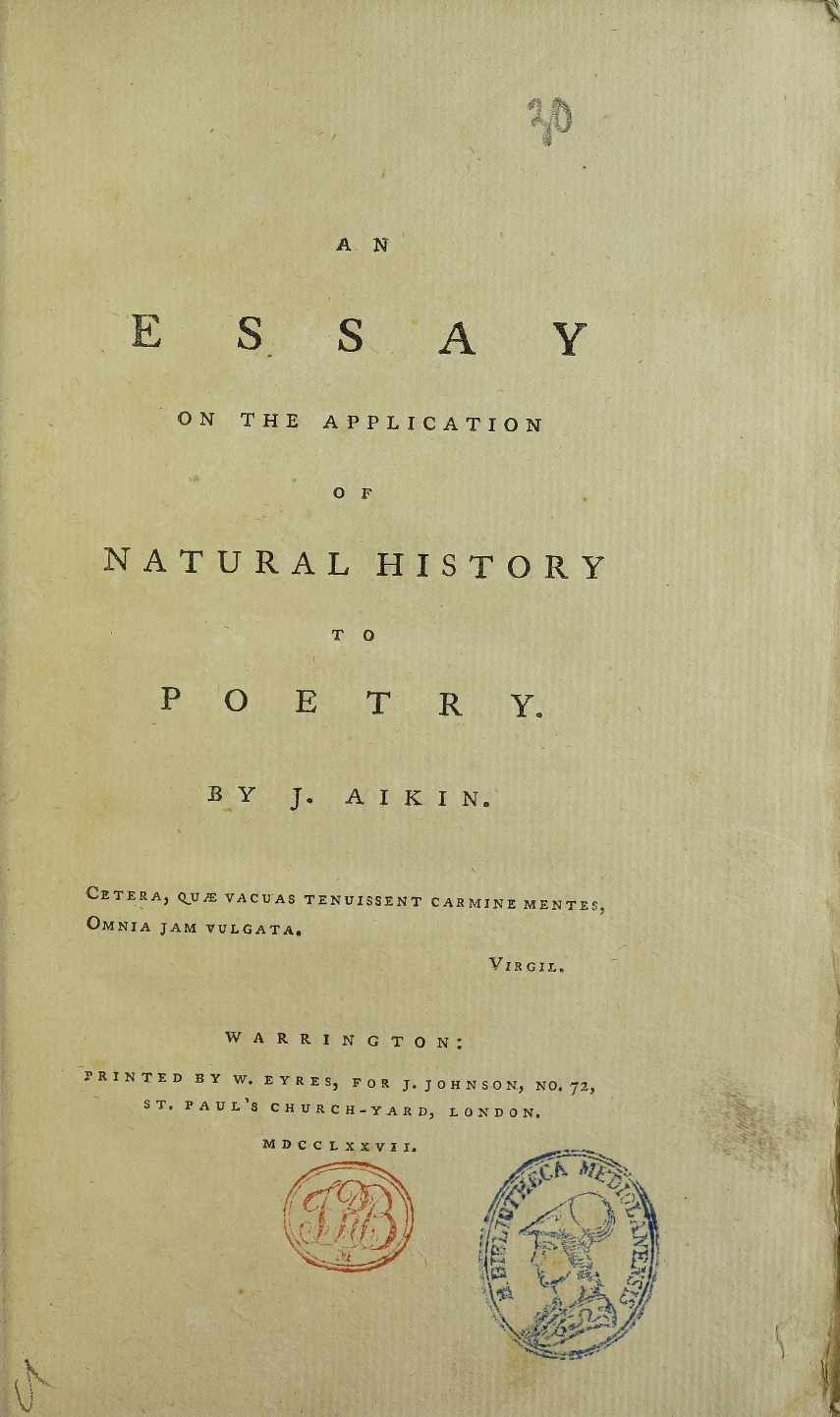
Essay on the application of natural history to poetry, 1777

## Publicações
- Observations on the external use of preparations of lead, with some general remarks on topical medicines, 1772
- Biographical memoirs of medicine in Great Britain from the revival of literature to the time of Harvey, 1780
- England delineated, or, A geographical description of every county in England and Wales. With a concise account of its most important products, natural and artificial : for the use of young persons, 1790
- A view of the character and public services of the late John Howard, Esq. LL.D. F.R.S., 1792
- Miscellaneous pieces, in prose, by John Aikin, M.D. and Anna Laetitia Barbauld (1792)
- Evenings at Home (1792–95)
- Letters from a father to his son, on various topics, relative to literature and the conduct of life (1794)
- A Description of the Country from Thirty to Forty Miles Round Manchester (1795) referenciado em A ideologia alemã por Karl Marx
- General Biography, or lives, critical and historical, of the most eminent persons of all ages, countries, conditions, and professions, arranged according to alphabetical orde. Composto principalmente por John Aikin, MD e o falecido Rev. William Enfield, L (10 volumes, 1799 e concluído em 1815)
  - Volume the first
  - Volume the second
  - Volume the third
  - Volume the fourth
  - Volume the fifth
  - Volume the sixth
  - Volume the seventh
  - Volume the eighth
  - Volume the ninth
  - Volume the tenth
- Essays on songwriting. With a collection of such english songs as are most eminent for poetical merit by John Aikin. Uma nova edição, com acréscimos e correções, e um suplemento, de R.H. Evans. 1810
- A View of the Life, Travels, and Philanthropic Labours of the Late John Howard, 1814
- Annals of the Reign of King George the Third (1816)
- Select Works of the British Poets (1820)
- The calendar of nature: designed for the instruction and entertainment of young persons, 1822
- Memoir of John Aikin, M.D. Vol. I; Vol II, 1823. By Lucy Aikin
- The Juvenile Budget Re-opened: Being Further Selections from the Writings of Doctor John Aikin, 1847